# Ильябаев, Давид
Дави́д Ядидия́евич (Я́ковлевич) Ильяба́ев (тадж. Давид Илябаев; 15 августа 1924 — 26 марта 2008) — таджикский художник. Заслуженный деятель искусств Таджикской ССР (1966).

## Биография
Родился в 1924 году в Самарканде, в семье бухарских евреев. В 1930 году семья переехала в новую столицу Таджикистана Сталинабад. 
В 1936 году он стал победителем республиканской детской художественной олимпиады и с тех пор был незаменимым художником в своей школе. После победы во второй республиканской художественной олимпиаде, он без экзаменов был принят в художественное училище. Отслужив в армии, в 1945 году Давид Ильябаев едет в Москву и поступает на художественный факультет Всесоюзного Государственного Института Кинематографии (ВГИК), который оканчивает с отличием в 1951 году Его учителями были такие выдающиеся мастера живописи как Богородский, Пименов, Шпинель, Мясников, Богданов и другие. Выпускник ВГИКа, первый в республике профессиональный художник кино, участвовал в создании первого таджикского художественного фильма «Дохунда» (реж. Б. Кимягаров).Этот фильм стал первым, созданным своими силами. Все, кто участвовал в его создании, являются основоположниками современного таджикского кинематографа.  
Давид Ильябаев был художником-постановщиком таких этапных лент национального кинематографа, как «Судьба поэта», « Лейли и Меджнун», «Дети Памира», «Мирное время», « Смерть ростовщика», «Семейные тайны». Всего им было создано около 30 полнометражных фильмов. Он соединил в своем творчестве интереснейшие стороны современной культуры Таджикистана - кинематограф и изобразительное искусство. 
Многие из фильмов, в создании которых он принимал участие, получили высокую оценку критики и отмечены призами и дипломами всесоюзных и международных кинофестивалей. Значительная часть его эскизов декораций имеют большую художественную и историческую ценность. 
В 1966 г., за выдающийся вклад в развитие искусства Таджикистана Давид Ильябаев был удостоен почетного звания "Заслуженный деятель искусств". На протяжении всей творческой жизни его работы постоянно экспонировались на республиканских, всесоюзных и международных выставках в Душанбе, Москве, Монреале, Брюсселе, Улан-Баторе, Багдаде, Лейпциге. Это поистине грандиозное признание его как художника. На протяжении 30 лет он был членом правлений Союза художников и Союза кинематографистов Таджикистана, бессменным председателем театральной секции Союза художников. В 1991 году состоялась его персональная выставка в Москве (Киноцентр). 
Давид Ядидияевич Ильябаев четыре раза выдвигался на соискание премии им. Рудаки в области искусства, но, по «неизвестным причинам»» так ее и не получил. 
В 1993 году, вырвавшись из пекла гражданской войны, Давид Ильябаев репатриировался в Израиль, где продолжил творческую деятельность. Он оформил несколько спектаклей вновь открывшегося театра бухарских евреев, писал пейзажи и натюрморты. Здесь он написал автобиографическую книгу «О времени, о кино», тираж которой был разобран очень быстро. 
В 2007 году Давид Ильябаев подарил Республиканскому Государственному музею Таджикистана им. Бехзода цикл работ по великому эпосу Фирдоуси «Шахнаме», над которым работал не один год. Это событие имело большой резонанс в культурной жизни республики. Его работы экспонируются не только в музеях Таджикистана, но и в музеях Москвы.

## Фильмография

### Художник
- 1956 — Дохунда (с Петром Веременко)
- 1958 — Высокая должность (с Петром Веременко)
- 1959 — Судьба поэта (с Константином Ефимовым)
- 1960 — Лейли и Меджнун (с Константином Ефимовым)
- 1963 — Дети Памира
- 1963 — Двенадцать часов жизни
- 1964 — Мирное время
- 1966 — Смерть ростовщика
- 1967 — Измена
- 1969 — Разоблачение
- 1970 — Третья дочь
- 1970 — Взлётная полоса
- 1972 — Звёздный цвет
- 1973 — Четверо из Чорсанга
- 1974 — Кто был ничем...
- 1978 — Жили-были в первом классе...
- 1978 — Женщина издалека
- 1980 — Встреча в ущелье смерти
- 1982 — Если любишь…
- 1983 — Семейные тайны
- 1985 — Говорящий родник

### Актёр
- 1980 — Встреча в ущелье смерти — эпизод

## Награды
- 1963 — приз За лучшее декорационное оформление фильма на Кинофестивале республик Средней Азии и Казахстана («Дети Памира»)
- 1966 — Заслуженный деятель искусств Таджикской ССР
- премия Совета министров Таджикской ССР